# Lalande 21185
Lalande 21185 är en röd dvärg i stjärnbilden Stora björnen och den ljusstarkaste röda dvärgen på norra stjärnhimlen, med magnitud 7,52.
Lalande 21185 är en roterande variabel av BY Dra-typ. Den varierar enligt AAVSOs uppgifter i ljusstyrka 7,48-7,49 med en period av 48,0 dygn.
Det finns uppgifter om en obekräftad exoplanet i omloppsbana runt Lalande 21185, GJ 411b.

## Avstånd
Avståndet till stjärnan är endast 8,31 ljusår vilket gör den till den fjärde närmaste stjärnan för vårt solsystem.  Endast Alfa Centauri-systemet, Barnards stjärna och Wolf 359 och om man räknar också bruna dvärgstjärnor också Luhman 16 och WISE 0855−0714. På grund av dess närhet är den ofta föremål för astronomiska undersökningar och den har därför ett stort antal designationer, vanliga förutom Lalande 21185 är även BD+36 2147', Gliese 411 och HD 95735.
Lalande 21185 närmar sig för närvarande solsystemet och kommer som närmast att befinna sig på 4,65 ljusårs avstånd, om ungefär 19900 år. Den kommer då att vara synlig för blotta ögat.